# Кръстьо Павлов
Кръстьо Иванов Павлов е български анархист, концлагерист и политически емигрант във Франция.
Роден на 19 декември 1927 г. в град Сандански. Става анархист под влиянието на по-големите си братя Славейко и Радко Павлови. Възприема идеите на анархизмът защото е съчетание на хуманност, солидарност, свобода, равноправие и социална правда.
На 13 юни 1949 г. е арестуван и след 115 денонощия с разпити и побои е изпратен в концлагера „Белене“, където преди него болшевишките изверги „възпитават“ двамата му братя. На 19 юни 1951 г. е освободен. Две години по-късно успява да премине нелегално в Гърция и след още две години се установява във Франция като емигрант. През 1957 г. се записва да следва архитектура в град Женева. Там се жени за германката Доротея, с която се преместват в Германия, където се дипломира като архитект.
В Германия участва дейно в групата на Амнести Интернешънъл за предоставяне на информация за политическите репресии в България. Поддържа връзка с много анархисти от Европа, Америка и Австралия.
От 1991 г. е в България, където участва във всички мероприятия на Федерацията на анархистите. Има го го на груповите снимки в Белене, в Калофер, на конгрес в Пловдив, на паметника на Васил Икономов в село Белица.
Кръстьо Павлов се чувства задължен към своите идейни другари, загинали от болшевишки куршуми. През август 2001 г. поканва анархистите от страната на откриването на паметника на поета-анархист Кръстьо Хаджииванов, който е най-вече негово дело. През 2015 година е издадена книгата „Спомени за Никола Янкулов“, чийто съставител е той.
Подготвена е за печат книгата му „Одисеята на един анархист“. Когато спира да идва в Белица за тържествата в памет на Васил Икономов, другарите му започват да го посещават на село. Лъчезар Кръстев му гостува, след това двамата с Костадин Зяпков цял ден са в къщата му в Покровник. Тогава той дава снимки и други архивни материали. Други приятели също ходят при него, както и внучката на бележития анархист Иван Рачев. Брат му Радко и негови племенници се грижат за здравето му. Като разбира, че се работи върху книга за Борислав Менков, взима участие във финансирането на издаването ѝ.